# Valbo
Valbo es un distrito y parroquia sueca, que forma parte de la ciudad de Gävle, en el condado de Gävleborg.

## Demografía
De acuerdo con la Oficina Central de Estadísticas de Suecia, Valbo tenía una población de 13271 personas en 2023.
| Año       | 2020  | 2021  | 2022  | 2023  |
| --------- | ----- | ----- | ----- | ----- |
| Población | 13563 | 13508 | 13525 | 13271 |

## Lugares y monumentos
- Tumbas que datan de la Edad del Bronce.
- Túmulos datados de la Edad del Hierro.
- Se han identificado tres piedras rúnicas, atribuidas a Åsmund Kåresson (siglo XI).
- Iglesia del siglo XIV, ampliada en 1742-1743 y dotada de una torre en 1777.
- Tolvfors, una fundición creada en 1644, la cual fue el lugar de nacimiento del botánico Pehr Löfling.

## Personas célebres
- Pehr Löfling (1729-1756): botánico sueco nacido en Tolvfors el 31 de enero de 1729
- Theodor Svedberg (1884-1971): premio Nobel de Química en 1926
- Nicklas Bäckström: jugador de hockey profesional en el equipo de los Washington Capitals